# Condado de Clay (Indiana)
El condado de Clay (en inglés: Clay County), fundado en 1825, es uno de 92 condados del estado estadounidense de Indiana. En el año 2000, el condado tenía una población de 26 556 habitantes y una densidad poblacional de 29 personas por km². La sede del condado es Brazil. El condado recibe su nombre en honor a Henry Clay. 

## Geografía
Según la Oficina del Censo, el condado tiene un área total de 933 km², de la cual 926 km² es tierra y 7 km² (0.77%) es agua.

### Condados adyacentes
- Condado de Parke (norte)
- Condado de Putnam (noreste)
- Condado de Owen (suroeste)
- Condado de Greene(sur)
- Condado de Sullivan (suroeste)
- Condado de Vigo (oeste)

## Demografía
Según la Oficina del Censo en 2000, los ingresos medios por hogar en el condado eran de $36 865, y los ingresos medios por familia eran $41 863. Los hombres tenían unos ingresos medios de $31 611 frente a los $21 593 para las mujeres. La renta per cápita para el condado era de $16 364. Alrededor del 8.70% de la población estaban por debajo del umbral de pobreza.

## Transporte

### Autopistas principales
- Interestatal 70
- U.S. Route 40
- Carretera Estatal de Indiana 42
- Carretera Estatal de Indiana 46
- Carretera Estatal de Indiana 48
- Carretera Estatal de Indiana 59

## Municipalidades

### Ciudades y pueblos
| - Brazil - Carbon - Center Point - Clay City | - Harmony - Knightsville - Staunton |

### Áreas no incorporadas
| - Art - Ashboro - Asherville - Bee Ridge - Benwood - Billtown - Billville | - Bowling Green - Cardonia - Cloverland - Coalmont - Cory - Hoosierville - Howesville | - Perth - Poland - Pontiac - Saline City - Stearleyville - Turner - Twin Beach |

Extintos
| - Calcutta - Donaldsonville - Prairie City - Prattsville - Mechanicsburg - Wickville |

### Municipios
El condado de Clay está dividido en 11 municipios:
| - Brazil - Cass - Dick Johnson - Harrison | - Jackson - Lewis - Perry - Posey | - Sugar Ridge - Van Buren - Washington |